# Naja pallida
Naja pallida este o specie de șerpi din genul Naja, familia Elapidae, descrisă de Boulenger 1896. Conform Catalogue of Life specia Naja pallida nu are subspecii cunoscute.

## Galerie

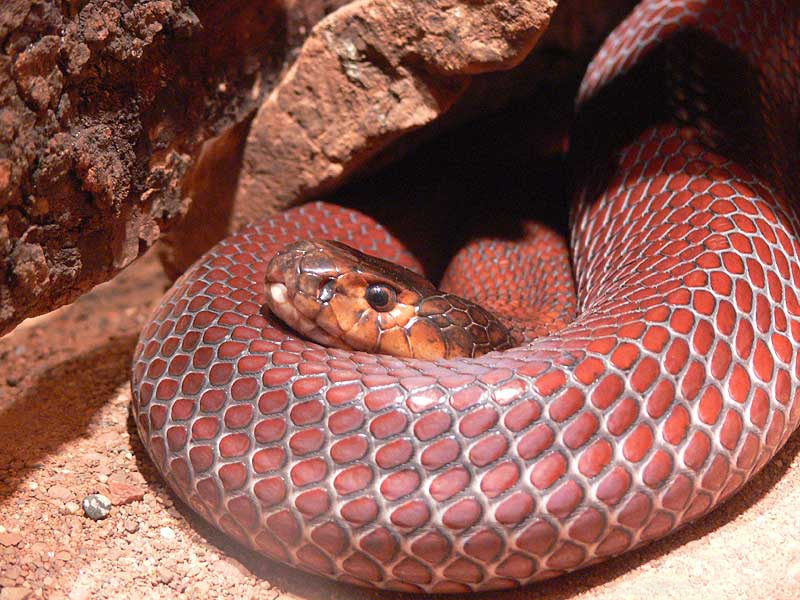
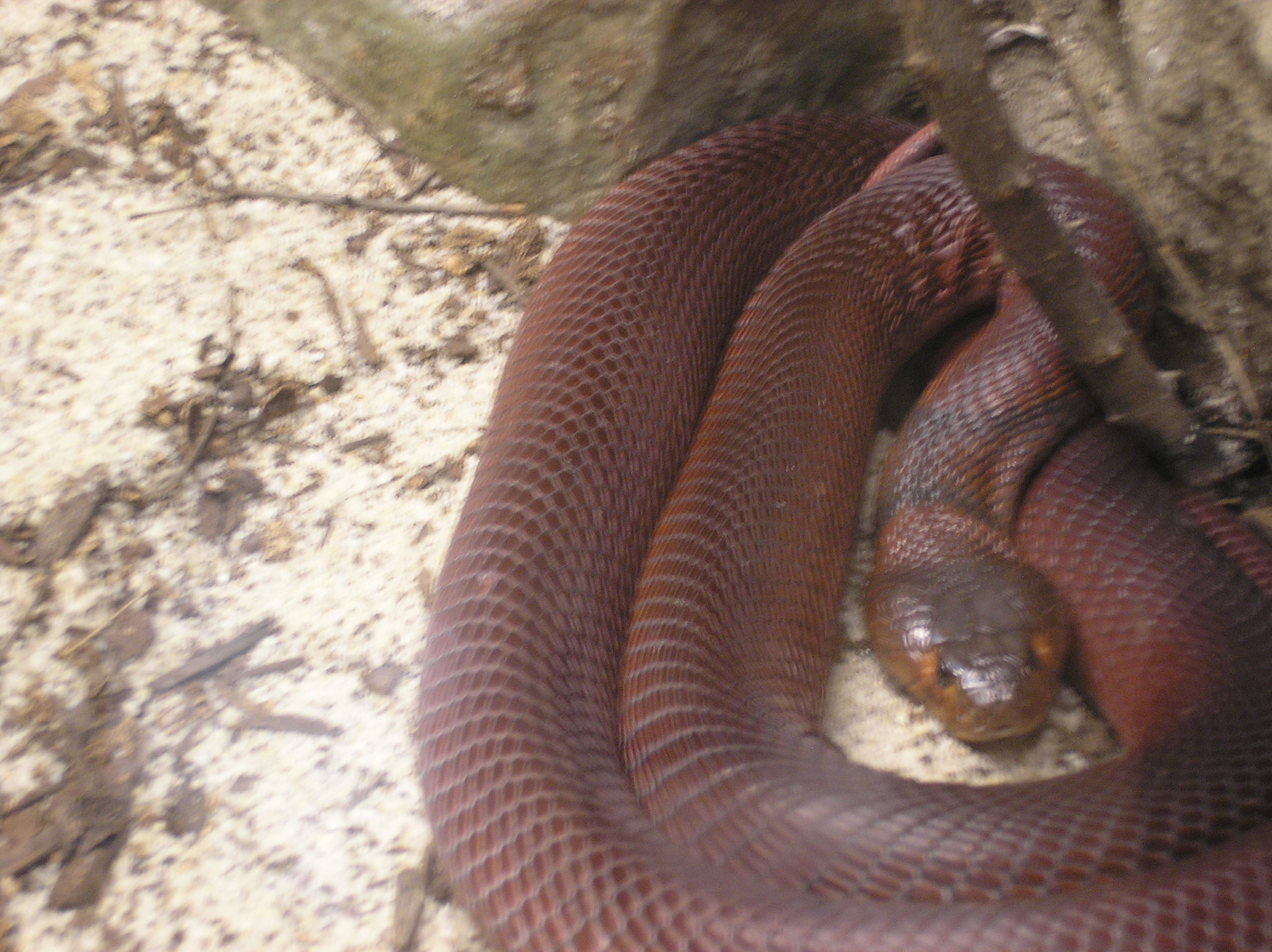
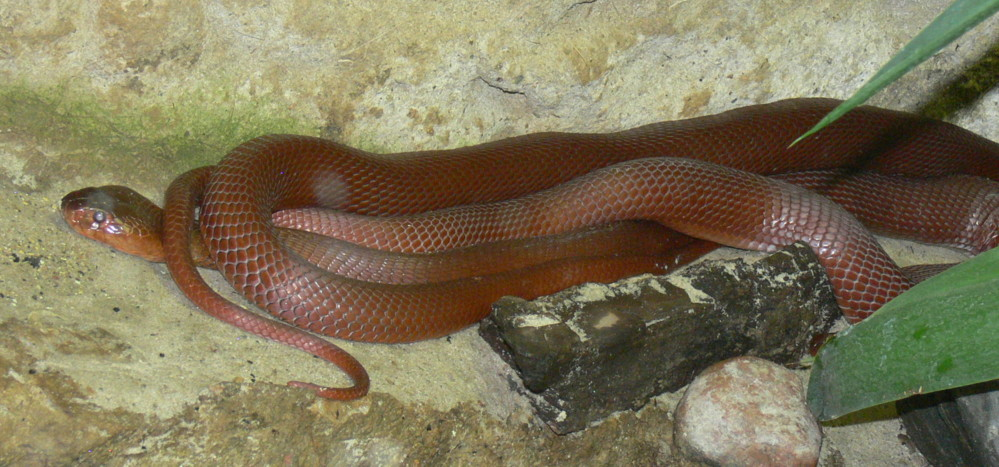